# Valchi Dol
Valchi Dol (en búlgaro: Вълчи дол) es una ciudad de Bulgaria en la provincia de Varna. Tiene una población estimada, a mediados de septiembre de 2022, de 3060 habitantes.
Es el centro administrativo del municipio homónimo.

## Geografía
Está situada a una altitud de 270 metros sobre el nivel del mar, a unos 426 km de la capital nacional, Sofía.

## Demografía
|         | 2004  | 2005  | 2006  | 2007  | 2008  | 2009  | 2010  |
| Mujeres | 1 890 | 1 858 | 1 840 | 1 819 | 1 818 | 1 815 | 1 758 |
| Varones | 1 741 | 1 718 | 1 720 | 1 700 | 1 677 | 1 645 | 1 634 |
| Total   | 3 631 | 3 576 | 3 560 | 3 519 | 3 495 | 3 460 | 3 392 |